# Hermann Schreyer
Hermann Schreyer (* 13. November 1840 in Belgern; † 4. Juli 1907 in Schulpforte) war ein deutscher Gymnasiallehrer, Dramatiker und Literaturhistoriker.

## Leben
Hermann Schreyer war der Sohn eines Belgener Patrimonialrichters, der 1841 nach Torgau übersiedelte und dort das Amt des Kreisrichters ausübte. Schreyer besuchte zuerst das Gymnasium in Torgau und wechselte dann auf die Fürstenschule Pforta. Nach dem Abitur studierte er an der Universität Leipzig evangelische Theologie und Philologie. 1860 wurde er im Corps Guestphalia Leipzig aktiv. Als Inaktiver wechselte er an die Universität Halle und die Friedrich-Wilhelms-Universität zu Berlin. Danach erhielt Schreyer in Pforta eine Anstellung als Lehrer. Er wurde 1870 zum  Oberlehrer ernannt und 1874 zum Dr. phil. promoviert.
1876 wurde er zum Gymnasialprofessor ernannt. In Pforta wirkte er über 41 Jahre bis ans Ende seines Lebens.
Schreyer war Mitherausgeber einer Ausgabe von Johann Wolfgang von Goethes Werken sowie von Literaturinterpretationen über Goethe, Homer, William Shakespeare und Hartmann von der Aue. Daneben trat er selbst als Verfasser dramatischer Werke in Erscheinung.

## Veröffentlichungen
- Nausikaa (1884)
- Boris (1888)
- Die Hochzeit des Achileus (1891)
- William Shakespeare (1895)
- Die Wiedertäufer in Münster (1896)
- Die Gleichberechtigten (1897)
- Kaiser Wilhelm der Große und des Deutschen Reiches Erneuerung (1906)